# Géométrie conforme
En mathématiques, la géométrie conforme est l'étude de l'ensemble des transformations préservant l'angle (conformes) sur un espace.
Dans un espace réel de dimension 2, la géométrie conforme est précisément la géométrie des surfaces de Riemann. Dans des espaces de dimension supérieure à 2, la géométrie conforme peut se référer soit à l'étude des transformations conformes de ce qu'on appelle les "espaces plats" (tels que les espaces euclidiens ou les sphères), soit à l'étude des variétés conformes qui sont des variétés riemanniennes ou pseudo-riemanniennes. avec une classe de métriques définies à l'échelle près. L'étude des structures plates est parfois appelée géométrie de Möbius, et est un cas particulier de géométrie de Klein (en).

## Variétés conformes
Une variété conforme est une variété pseudo-riemannienne munie d'une classe d'équivalence de tenseurs métriques, dans laquelle deux métriques g et h sont équivalentes si et seulement si
{\displaystyle h=\lambda ^{2}g,}
où λ est une fonction lisse à valeurs réelles définie sur la variété et est appelée le facteur conforme. Une classe d'équivalence de telles métriques est appelée métrique conforme ou classe conforme. Ainsi, une métrique conforme peut être considérée comme une métrique définie uniquement "au facteur près". Souvent, les métriques conformes sont traitées en choisissant une métrique dans la classe conforme et en appliquant uniquement des constructions "conformément invariantes" par rapport la métrique choisie.
Une métrique conforme est conformément plate s'il existe une métrique plate qui la représente, au sens habituel où le tenseur de courbure de Riemann s'annule. Il n'est peut-être possible de trouver une métrique dans la classe conforme qui est plate dans un voisinage ouvert de chaque point. Lorsqu'il est nécessaire de distinguer ces cas, cette dernière est appelée localement conformément plate, bien que souvent dans la littérature aucune distinction ne soit faite. La n-sphère est une variété localement conformément plate qui n'est pas globalement conformément plate dans ce sens, alors qu'un espace euclidien, un tore ou toute variété conforme couverte par un sous-ensemble ouvert de l'espace euclidien est (globalement) plat de manière conforme dans ce sens. Une variété localement plate et conforme est localement conforme à une géométrie de Möbius, ce qui signifie qu'il existe un angle préservant le difféomorphisme local de la variété dans une géométrie de Möbius. En deux dimensions, chaque métrique conforme est localement plate de manière conforme. En dimension supérieure à 3, une métrique conforme est localement conformément plate si et seulement si son tenseur de Weyl s'annule ; en dimension 3, si et seulement si le tenseur de Cotton-York s'annule.
La géométrie conforme a un certain nombre de caractéristiques qui la distinguent de la géométrie (pseudo-)riemannienne. La première est que si en géométrie (pseudo-)riemannienne, on a une métrique bien définie en chaque point, en géométrie conforme on n'a qu'une classe de métriques. Ainsi, la longueur d'un vecteur tangent ne peut pas être définie, mais l'angle entre deux vecteurs peut toujours l'être. Une autre caractéristique est qu'il n'y a pas de connexion de Levi-Civita car si {\displaystyle g} et {\displaystyle \lambda ^{2}g} sont deux représentants de la structure conforme, alors les symboles de Christoffel de {\displaystyle g} et {\displaystyle \lambda ^{2}g} ne seraient pas en accord ; ceux associés à {\displaystyle \lambda ^{2}g} impliqueraient des dérivées de la fonction {\displaystyle \lambda } mais pas ceux associés à {\displaystyle g}.
Malgré ces différences, la géométrie conforme est toujours utilisable. La connexion de Levi-Civita et le tenseur de courbure, bien qu'ils ne soient définis qu'une fois qu'un représentant particulier de la structure conforme a été choisi, satisfont à certaines lois de transformation impliquant le choix de {\displaystyle \lambda } et ses dérivées lorsqu'un représentant différent est choisi. En particulier (en dimension supérieure à 3), le tenseur de Weyl s'avère ne pas dépendre de {\displaystyle \lambda }, et c'est donc un invariant conforme. De plus, même s'il n'y a pas de connexion de Levi-Civita sur une variété conforme, on peut à la place travailler avec une connexion conforme (en), qui peut être traitée soit comme un type de connexion de Cartan (en) modélisée sur la géométrie de Möbius associée, soit comme une connexion de Weyl (en). Cela permet de définir la courbure conforme et d'autres invariants de la structure conforme.

## Géométrie de Möbius
La géométrie de Möbius est l'étude d'un « espace euclidien avec un point ajouté à l'infini », ou d'un « espace de Minkowski (ou pseudo-euclidien) avec un cône nul ajouté à l'infini ». C'est-à-dire que le cadre est une compactification d'un espace familier ; la géométrie concerne les implications de la préservation des angles.
À un niveau abstrait, les espaces euclidiens et pseudo-euclidiens peuvent être traités à peu près de la même manière, sauf dans le cas de la dimension 2. Le plan de Minkowski compactifié de dimension 2 présente une symétrie conforme étendue. Plus formellement, son groupe de transformations conformes est de dimension infinie. En revanche, le groupe de transformations conformes du plan euclidien compactifié n'est que de dimension 6.

### Deux dimensions

#### Plan de Minkowski
Le groupe conforme pour la forme quadratique de Minkowski {\displaystyle q(x,y)=2xy} dans le plan est le groupe de Lie abélien
{\displaystyle \operatorname {CSO} (1,1)=\left\{\left.{\begin{pmatrix}{\rm {e}}^{a}&0\\0&{\rm {e}}^{b}\end{pmatrix}}\right|a,b\in \mathbb {R} \right\}},
avec l'algèbre de Lie {\displaystyle \operatorname {CSO} (1,1)} constituée de toutes les matrices réelles diagonales 2 × 2.
On considère maintenant le plan de Minkowski, {\displaystyle \mathbb {R} ^{2}} équipé de la métrique
{\displaystyle g=2\,dx\,dy~.}
Un groupe de transformations conformes à un paramètre donne lieu à un champ vectoriel {\displaystyle X} tel que la dérivée de Lie de {\displaystyle g} le long de {\displaystyle X} est proportionnelle à {\displaystyle g}. Symboliquement,
{\displaystyle \mathbf {L} _{X}g=\lambda g} pour certains {\displaystyle \lambda }.
En particulier, en utilisant la description supra de l'algèbre de Lie {\displaystyle \operatorname {CSO} (1,1)}, cela implique que
1. {\displaystyle \mathbf {L} _{X}dx=a(x)dx}
2. {\displaystyle \mathbf {L} _{X}dy=b(y)dy}

pour certaines fonctions à valeurs réelles {\displaystyle a} et {\displaystyle b} dépendant respectivement de {\displaystyle x} et {\displaystyle y}.
Réciproquement, étant donné une telle paire de fonctions à valeurs réelles, il existe un champ vectoriel {\displaystyle X} satisfaisant ces deux propriétés. Ainsi l'algèbre de Lie des symétries infinitésimales de la structure conforme, l'algèbre de Witt (en), est de dimension infinie.
La compactification conforme du plan de Minkowski est un produit cartésien de deux cercles {\displaystyle S^{1}\times S^{1}}. Sur le revêtement, il n'y a pas d'obstacle à l'intégration des symétries infinitésimales, et donc le groupe de transformations conformes est le groupe de Lie de dimension infinie
{\displaystyle (\mathbb {Z} \rtimes \mathrm {Diff} (S^{1}))\times (\mathbb {Z} \rtimes \mathrm {Diff} (S^{1}))},
où {\displaystyle \mathrm {Diff} (S^{1})} est le groupe de difféomorphisme du cercle.
Le groupe conforme {\displaystyle \operatorname {CSO} (1,1)} et son algèbre de Lie sont d'intérêt courant dans la théorie des champs conformes à deux dimensions.

#### Espace euclidien

Une grille de coordonnées avant une transformation de Möbius

La même grille après une transformation de Möbius

Le groupe des symétries conformes de la forme quadratique
{\displaystyle q(z,{\bar {z}})=z{\bar {z}}}
est le groupe {\displaystyle GL_{1}(C)=C^{\times }}, le groupe multiplicatif (en) des nombres complexes. Son algèbre de Lie est {\displaystyle gl_{1}(C)=C}.
On considère le plan complexe (euclidien) muni de la métrique
{\displaystyle g=dz\,d{\bar {z}}.}
Les symétries conformes infinitésimales satisfont
1. {\displaystyle \mathbf {L} _{X}\,dz=f(z)\,dz}
2. {\displaystyle \mathbf {L} _{X}\,d{\bar {z}}=f({\bar {z}})\,d{\bar {z}}},

où {\displaystyle f} satisfait l'équation de Cauchy-Riemann, et est donc holomorphe sur son domaine (voir Algèbre de Witt (en)).
Les isométries conformes d'un domaine consistent donc en des automorphismes holomorphes. En particulier, sur la compactification conforme – la sphère de Riemann – les transformations conformes sont données par les transformations de Möbius
{\displaystyle z\mapsto {\frac {az+b}{cz+d}}}
telles que {\displaystyle ad-bc} est non nul.

### Dimensions supérieures
En deux dimensions, le groupe d'automorphismes conformes d'un espace peut être assez grand (comme dans le cas de la signature lorentzienne) ou variable (comme dans le cas de la signature euclidienne). Le manque de rigidité relatif du cas bidimensionnel avec celui des dimensions supérieures tient au fait analytique que les développements asymptotiques des automorphismes infinitésimaux de la structure sont relativement peu contraints. Dans la signature lorentzienne, le degré de liberté est dans une paire de fonctions à valeurs réelles. Dans la signature euclidienne, le degré de liberté est dans une seule fonction holomorphe.
Dans le cas des dimensions supérieures, les développements asymptotiques des symétries infinitésimales sont au plus des polynômes quadratiques. En particulier, ils forment une algèbre de Lie de dimension finie. Les symétries conformes infinitésimales ponctuelles d'une variété peuvent être intégrées précisément lorsque la variété est un certain modèle d'espace plat conforme (jusqu'à prendre des couvertures universelles et des quotients de groupes discrets).
La théorie générale de la géométrie conforme est similaire, bien qu'avec quelques différences, dans les cas de signature euclidienne et pseudo-euclidienne. Dans les deux cas, il existe un certain nombre de façons d'introduire l'espace modèle d'une géométrie conformément plate. Sauf indication contraire du contexte, cet article traite le cas de la géométrie conforme euclidienne, étant entendu qu'il s'applique également, mutatis mutandis, à la situation pseudo-euclidienne.

#### Modèle inversif
Le modèle inversif de géométrie conforme est constitué par l'ensemble des transformations locales sur l'espace euclidien {\displaystyle \mathbf {E} ^{n}} généré par inversion dans les sphères. D'après le théorème de Liouville sur les prolongements conformes (en), toute transformation locale (conforme) préservant l'angle est de cette forme. De ce point de vue, les propriétés de transformation de l'espace conforme plat sont celles de la géométrie inversive.

#### Modèle projectif
Le modèle projectif identifie la sphère conforme à une certaine quadrique dans un espace projectif. Soit {\displaystyle q} la forme quadratique lorentzienne sur {\displaystyle \mathbf {R} ^{n+2}} définie par
{\displaystyle q(x_{0},x_{1},\ldots ,x_{n+1})=-2x_{0}x_{n+1}+x_{1}^{2}+x_{2}^{2}+\cdots +x_{n}^{2}.}
Dans l'espace projectif {\displaystyle \mathbf {P} \left(\mathbf {R} ^{n+2}\right)}, soit {\displaystyle S} le lieu tel que {\displaystyle q=0}. Alors {\displaystyle S} est le modèle projectif (ou de Möbius) de la géométrie conforme. Une transformation conforme sur {\displaystyle S} est une transformation linéaire projective de {\displaystyle \mathbf {P} \left(\mathbf {R} ^{n+2}\right)} qui laisse la quadrique invariante.
Dans une construction apparentée, la quadrique {\displaystyle S} est considérée comme la sphère céleste à l'infini du cône nul dans l'espace de Minkowski {\displaystyle \mathbf {R} ^{n+1,1}}, qui est muni de la forme quadratique {\displaystyle q} comme ci-dessus. Le cône nul est défini par
{\displaystyle N=\left\{(x_{0},\ldots ,x_{n+1})\mid -2x_{0}x_{n+1}+x_{1}^{2}+\cdots +x_{n}^{2}=0\right\}.}
C'est le cône affine sur la quadrique projective {\displaystyle S}. Soit {\displaystyle N^{+}} la partie future du cône nul (avec l'origine supprimée). Alors la projection tautologique {\displaystyle \mathbf {R} ^{n+1,1}\setminus 0\rightarrow \mathbf {P} \left(\mathbf {R} ^{n+2}\right)} se restreint à une projection {\displaystyle N^{+}\rightarrow S}. Cela donne à {\displaystyle N^{+}} la structure d'un fibré de droites sur {\displaystyle S}. Les transformations conformes sur {\displaystyle S} sont induites par les transformations orthochrones de Lorentz de {\displaystyle \mathbf {R} ^{n+1,1}}, puisque ce sont des transformations linéaires homogènes préservant le futur cône nul.

#### Sphère euclidienne
Intuitivement, la géométrie conformément plate d'une sphère est moins rigide que la géométrie riemannienne d'une sphère. Les symétries conformes d'une sphère sont générées par l'inversion de toutes ses hypersphères. D'autre part, les isométries riemanniennes d'une sphère sont générées par des inversions dans des hypersphères géodésiques (par le théorème de Cartan-Dieudonné). La sphère euclidienne peut être projetée sur la sphère conforme de manière canonique, mais pas l'inverse.
La sphère unité euclidienne est le lieu dans {\displaystyle \mathbf {R} ^{n+1}} de
{\displaystyle z^{2}+x_{1}^{2}+x_{2}^{2}+\cdots +x_{n}^{2}=1.}
Cela peut être mis en correspondance avec l'espace de Minkowski {\displaystyle \mathbf {R} ^{n+1,1}} en posant
{\displaystyle x_{0}={\frac {z+1}{\sqrt {2}}},\,x_{1}=x_{1},\,\ldots ,\,x_{n}=x_{n},\,x_{n+1}={\frac {z-1}{\sqrt {2}}}.}
On voit aisément que l'image de la sphère sous cette transformation est nulle dans l'espace de Minkowski, et qu'elle repose donc sur le cône {\displaystyle N^{+}}. Par conséquent, il détermine une section du faisceau de lignes {\displaystyle N^{+}\rightarrow S}.
Néanmoins, il y a eu un choix arbitraire. Si {\displaystyle \kappa (x)} est une fonction positive quelconque de {\displaystyle x=(z,x_{0},\ldots ,x_{n})}, alors l'affectation
{\displaystyle x_{0}={\frac {z+1}{\kappa (x){\sqrt {2}}}},\,x_{1}=x_{1},\,\ldots ,\,x_{n}=x_{n},\,x_{n+1}={\frac {(z-1)\kappa (x)}{\sqrt {2}}}}
donne également une application en {\displaystyle N^{+}}. La fonction {\displaystyle \kappa } est un choix arbitraire d'échelle conforme.

#### Métriques représentatives
Une métrique riemannienne représentative sur la sphère est une métrique proportionnelle à la métrique de sphère standard. Cela donne une réalisation de la sphère comme une variété conforme. La métrique de sphère standard est la restriction de la métrique euclidienne sur {\displaystyle \mathbf {R} ^{n+1}}
{\displaystyle g=dz^{2}+dx_{1}^{2}+dx_{2}^{2}+\cdots +dx_{n}^{2}}
à la sphère
{\displaystyle z^{2}+x_{1}^{2}+x_{2}^{2}+\cdots +x_{n}^{2}=1}.
Un représentant conforme de {\displaystyle g} est une métrique de la forme {\displaystyle \lambda ^{2}g}, où {\displaystyle \lambda } est une fonction positive sur la sphère. La classe conforme de {\displaystyle g}, notée{\displaystyle [\,g\,]}, est la collection de tous ces représentants :
{\displaystyle [\,g\,]=\left\{\lambda ^{2}g\mid \lambda >0\right\}}.
Un plongement de la sphère euclidienne dans {\displaystyle N^{+}}, comme dans la section précédente, détermine une échelle conforme sur {\displaystyle S}. Inversement, toute échelle conforme sur {\displaystyle S} est donnée par un tel plongement. Ainsi le fibré de droites {\displaystyle N^{+}\rightarrow S} s'identifie au fibré des échelles conformes sur {\displaystyle S} : donner une section de ce fibré revient à spécifier une métrique dans la classe conforme {\displaystyle [\,g\,]}.

#### Modèle métrique ambiant
Une autre façon de réaliser les métriques représentatives consiste à utiliser un système de coordonnées spécial sur {\displaystyle \mathbf {R} ^{n+1,1}}. Supposons que la n-sphère euclidienne {\displaystyle S} porte un système de coordonnées stéréographiques. Cela consiste en l'application suivante de {\displaystyle \mathbf {R} ^{n}\rightarrow S\subset \mathbf {R} ^{n+1}} :
{\displaystyle \mathbf {y} \in \mathbf {R} ^{n}\mapsto \left({\frac {2\mathbf {y} }{\left|\mathbf {y} \right|^{2}+1}},{\frac {\left|\mathbf {y} \right|^{2}-1}{\left|\mathbf {y} \right|^{2}+1}}\right)\in S\subset \mathbf {R} ^{n+1}}.
En fonction de ces coordonnées stéréographiques, il est possible de donner un repère sur le cône nul {\displaystyle N^{+}} dans l'espace de Minkowski. En utilisant l'encastrement donné ci-dessus, la section métrique représentative du cône nul est
{\displaystyle x_{0}={\sqrt {2}}{\frac {\left|\mathbf {y} \right|^{2}}{1+\left|\mathbf {y} \right|^{2}}},x_{i}={\frac {y_{i}}{\left|\mathbf {y} \right|^{2}+1}},x_{n+1}={\sqrt {2}}{\frac {1}{\left|\mathbf {y} \right|^{2}+1}}}.
On introduit une nouvelle variable {\displaystyle t} correspondant aux dilatations vers le haut {\displaystyle N^{+}}, de sorte que le cône nul soit coordonné par
{\displaystyle x_{0}=t{\sqrt {2}}{\frac {\left|\mathbf {y} \right|^{2}}{1+\left|\mathbf {y} \right|^{2}}},x_{i}=t{\frac {y_{i}}{\left|\mathbf {y} \right|^{2}+1}},x_{n+1}=t{\sqrt {2}}{\frac {1}{\left|\mathbf {y} \right|^{2}+1}}}.
Enfin, soit {\displaystyle \rho } la fonction de définition suivante de {\displaystyle N^{+}} :
{\displaystyle \rho ={\frac {-2x_{0}x_{n+1}+x_{1}^{2}+x_{2}^{2}+\cdots +x_{n}^{2}}{t^{2}}}}.
En coordonnées {\displaystyle t}, {\displaystyle \rho }, {\displaystyle y} sur {\displaystyle \mathbf {R} ^{n+1,1}}, la métrique de Minkowski prend la forme :
{\displaystyle t^{2}g_{ij}(y)\,dy^{i}\,dy^{j}+2\rho \,dt^{2}+2t\,dt\,d\rho },
où {\displaystyle g_{ij}} est la métrique sur la sphère.
En ces termes, une section du fibré {\displaystyle N^{+}} consiste en une spécification de la valeur de la variable {\displaystyle t=t\left(y^{i}\right)} en fonction des {\displaystyle y^{i}} le long du cône nul {\displaystyle \rho =0}. Cela donne le représentant suivant de la métrique conforme sur {\displaystyle S} :
{\displaystyle t(y)^{2}g_{ij}\,dy^{i}\,dy^{j}}.

#### Modèle de Klein
On considère d'abord le cas de la géométrie conforme plate en signature euclidienne. Le modèle à {\displaystyle n} dimensions est la sphère céleste de l'espace lorentzien à {\displaystyle (n+2)\,\mathbf {R} ^{n+1,1}}. Ici le modèle est une géométrie de Klein (en) : un espace homogène {\displaystyle G/H} où {\displaystyle G=\operatorname {SO} (n+1,1)} agissant sur l'espace lorentzien {\displaystyle (n+2)} de dimension {\displaystyle \mathbf {R} ^{n+1,1}} et {\displaystyle H} est le groupe d'isotropie de un rayon nul fixe dans le cône de lumière. Ainsi les modèles conformément plats sont les espaces de géométrie inversive. Pour un tenseur métrique pseudo-euclidien de signature {\displaystyle (p,q)}, la géométrie plate du modèle est définie de manière analogue comme l'espace homogène {\displaystyle O(p+1,q+1)/H}, où {\displaystyle H} est à nouveau pris comme stabilisateur d'une ligne nulle. On notera que les espaces modèles euclidiens et pseudo-euclidiens sont compacts.

#### Algèbres de Lie conformes
Pour décrire les groupes et algèbres impliqués dans l'espace modèle plat, on fixe la forme suivante sur {\displaystyle \mathbf {R} ^{p+1,q+1}} :
{\displaystyle Q={\begin{pmatrix}0&0&-1\\0&J&0\\-1&0&0\end{pmatrix}}}
où {\displaystyle J} est une forme quadratique de signature {\displaystyle (p,q)}. Alors {\displaystyle G=O(p+1,q+1)} consiste en {\displaystyle (n+2)\times (n+2)} matrices stabilisant {\displaystyle Q:\,^{t}MQM=Q}. L'algèbre de Lie admet une décomposition de Cartan
{\displaystyle \mathbf {g} =\mathbf {g} _{-1}\oplus \mathbf {g} _{0}\oplus \mathbf {g} _{1}}
où
{\displaystyle \mathbf {g} _{1}=\left\{\left.{\begin{pmatrix}0&^{t}p&0\\0&0&J^{-1}p\\0&0&0\end{pmatrix}}\right|p\in \mathbb {R} ^{n}\right\},\quad \mathbf {g} _{-1}=\left\{\left.{\begin{pmatrix}0&0&0\\^{t}q&0&0\\0&qJ^{-1}&0\end{pmatrix}}\right|q\in (\mathbb {R} ^{n})^{*}\right\}}
{\displaystyle \mathbf {g} _{0}=\left\{\left.{\begin{pmatrix}-a&0&0\\0&A&0\\0&0&a\end{pmatrix}}\right|A\in {\mathfrak {so}}(p,q),a\in \mathbb {R} \right\}.}
Alternativement, cette décomposition s'accorde avec une structure d'algèbre de Lie naturelle définie sur {\displaystyle \mathbf {R} ^{n}\oplus \operatorname {CSO} (p,q)\oplus (\mathbf {R} ^{n})^{*}}.
Le stabilisateur du rayon nul pointant vers le dernier vecteur de coordonnées est donné par la sous-algèbre de Borel (en) :
{\displaystyle h=\mathbf {g} _{0}\oplus \mathbf {g} _{1}}.